# Elezioni parlamentari in Austria del 1953
Le elezioni parlamentari in Austria del 1953 si tennero il 22 febbraio per il rinnovo del Nationalrat. In seguito all'esito elettorale, Julius Raab, esponente del Partito Popolare Austriaco, divenne Cancelliere.

## Risultati
| Liste                                               | Voti      | %     | Seggi |
| --------------------------------------------------- | --------- | ----- | ----- |
| Partito Socialista d'Austria                        | 1 818 517 | 42,11 | 73    |
| Partito Popolare Austriaco                          | 1 781 777 | 41,26 | 74    |
| Federazione degli Indipendenti                      | 472 866   | 10,95 | 14    |
| Partito Comunista d'Austria                         | 228 159   | 5,28  | 4     |
| Accordo Apartitico del Centro                       | 5 809     | 0,13  | –     |
| Partito Cristiano-Democratico                       | 3 668     | 0,08  | –     |
| Partito Cristiano-Sociale e Personalità Apartitiche | 3 029     | 0,07  | –     |
| Lista Elettorale Democratici Liberi                 | 2 573     | 0,06  | –     |
| Federazione dei Monarchici Austriaci                | 1 210     | 0,03  | –     |
| Nazional-Repubblicani e Apartitici Austriaci        | 1 054     | 0,02  | –     |
| Unione Patriottica Austriaca                        | 26        | 0,00  | –     |
| Totale                                              | 4 318 688 | 100   | 165   |